# Timbriada
Timbriada (altgriechisch Τιμβρίαδα) oder Tymbriada (Τυμβρίαδα), auch Timbrias (Τιμβρίας) oder Tymbrias (Τυμβριάς), war eine antike Stadt im Nordosten der kleinasiatischen Landschaft Pisidien. Sie lag in der Nähe der Quelle des Eurymedon auf dem Gebiet des heutigen türkischen İlçe Aksu in der Provinz Isparta, vielleicht beim Dorf Akcaşar.
Timbriada erschien laut Strabon bei Artemidor von Ephesos in einer Liste der pisidischen Städte. Es sind einige Inschriften der Stadt erhalten. Sie zeigen, dass Timbriada in römischer Zeit eine vollwertige griechische Polis war und zum Beispiel Gesandtschaften zum Kaiser nach Rom sandte.
In 2./3. Jahrhundert prägte Timbriada auch eigene Münzen, die unter anderem den Flussgott Eurymedon zeigten. Dieser Gottheit war auch ein Heiligtum gewidmet, das oberhalb des Flusses vor einer Höhle lag und von dem einige Überreste erhalten sind, darunter auch die einer Brücke über den Eurymedon. Von der Brücke führte wohl eine monumentale Treppe zum Heiligtum. In der Nähe der Höhle wurde eine Marmorstatue gefunden, die laut der Basisinschrift den Gott Eurymedon darstellte. Neuere Ausgrabungen an der Höhle galten dem Heiligtum einer Muttergöttin aus dem 2. Jahrhundert.
In der Spätantike war die Stadt Sitz eines christlichen Bischofs. Auf das Bistum geht das Titularbistum Tymbrias der römisch-katholischen Kirche zurück.